# Boyd-Massaker

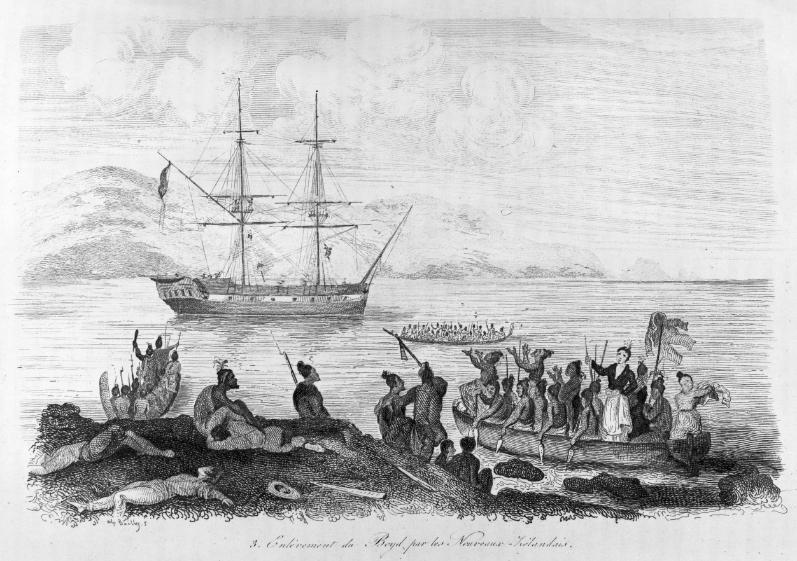
Enlevement du Boyd par les Nouveaux Zealandais, Louis Auguste Sainson, 1839

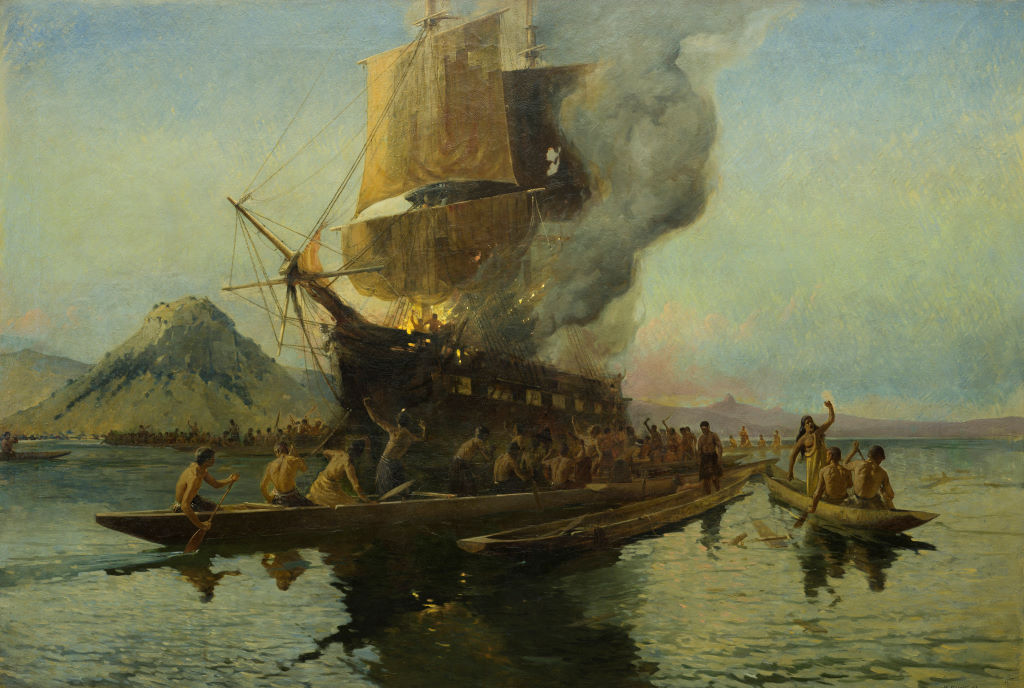
The Burning of the Boyd, Walter Wright, 1908

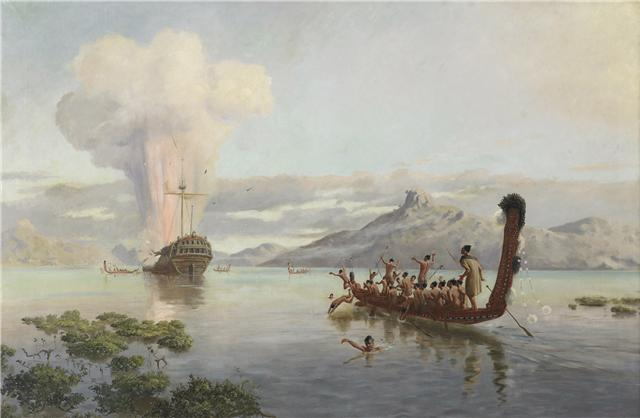
The Blowing Up of the Boyd, Louis John Steele, 1889

Als Boyd-Massaker (englisch Boyd Massacre) wird die Tötung der Besatzung des Frachtschiffes Boyd im Whangaroa Harbour als Racheaktion der Māori im Jahr 1809 bezeichnet, bei der lediglich vier Seeleute das Massaker überlebten. Der Racheaktion ging eine Disziplinierung unter Gewaltanwendung von Te Ara voraus, einem jungen Māori-Häuptling der Gegend, der Passagier des Schiffes war und wegen einer angeblichen Arbeitsverweigerung oder der Beschuldigung eines Diebstahls ausgepeitscht wurde.

## Hintergrund
Die Boyd war eine 395 Tonnen schwere Brigantine von 106 Fuß Länge und 30 Fuß Breite. Das Sträflingsschiff segelte im Oktober 1809 von Australiens Sydney Cove nach Whangaroa an der Ostküste der Region Northland in Neuseeland, um Spieren aus Kauri-Holz zu laden. Das Schiff stand unter dem Kommando von Kapitän John Thompson und hatte eine Besatzung von rund 70 Seeleuten, darunter Sträflinge, die ihre Deportationsstrafe absolviert hatten und vier oder fünf Neuseeländer, die in ihr Heimatland zurückkehren wollten. Unter letzteren war auch Te Ara, der Mannschaft unter dem Namen George bekannt, der Sohn eines Häuptlings von Whangaroa war. Te Ara hatte mehrere Jahre auf verschiedenen Schiffen als Seemann gearbeitet, sowie an einer Robbenjagd-Expedition auf Inseln im Südlichen Ozean teilgenommen.
An Bord der Boyd wurde von ihm erwartet, dass er für die Passage mitarbeitet. Te Ara soll sich entsprechend einigen Berichten angeblich der Schiffsarbeit verweigert haben, weil er entweder krank war oder wegen seines Status als Häuptlingssohn. Eine andere Darstellung beschreibt, dass der Schiffskoch zufällig einige Zinnlöffel über Bord geworfen hatte und nun Te Ara  beschuldigte, sie gestohlen zu haben, um nicht selbst ausgepeitscht zu werden. Alexander Berry schrieb in einem Brief über das Ereignis: „Der Kapitän war zu eilig, einen geringfügigen Diebstahl zu verübeln.“ In jedem Fall verweigerte der Kapitän dem Beschuldigten Nahrung und ließ ihn auf eine Ankerwinde binden und auspeitschen. Diese Behandlung führte dazu, dass Te Ara Rache suchte. Er gewann das Vertrauen des Kapitäns zurück und überzeugte ihn, in den Whangaroa Harbour zu fahren, da dies der beste Ort sei, um das gewünschte Holz zu erhalten.
In Whangaroa berichtete Te Ara seinem Stamm von der Misshandlung und zeigte die Spuren der Peitsche auf seinem Rücken. Nach den Bräuchen der Māori machte man einen Plan, um Rache zu nehmen. Unter britischem Recht war Auspeitschen eine übliche Bestrafung für kleinere Verbrechen. Ein Brite konnte für den Diebstahl von Waren im Wert von nur 5 Shilling gehängt werden. In der Kultur der Māori war ein Häuptling privilegiert und beugte sich nicht der Autorität eines Außenstehenden. Die körperliche Bestrafung eines Häuptlingssohns war daher – auch wenn nach britischem Recht legal – ein Verlust von Ansehen oder „Mana“, und bei den Māori musste dies zu einer gewaltsamen Vergeltung führen.

## Die Morde
Drei Tage nach Ankunft der Boyd luden die Māori Kapitän Thompson ein, ihren Kanus zu folgen, um geeignete Kauri-Bäume zu finden. Thompson, sein Erster Offizier und drei andere folgten den Kanus zur Mündung des Kaeo River. Die restliche Mannschaft blieb mit den Passagieren an Bord und bereitete die Rückkehr nach England vor.
Als die Boote außer Sichtweite der Boyd waren, griffen die Māori an und töteten alle Insassen mit Keulen und Äxten. Die Māori zogen den Toten die Kleider aus, und eine Gruppe von ihnen verkleidete sich als Europäer. Eine andere Gruppe schaffte die Leichen in ihr Pā (Dorf), da sie aufgegessen werden sollten.
In der Abenddämmerung begaben sich die verkleideten Māori mit dem Langboot des Schiffes Richtung Boyd. Zu Beginn der Nacht legte man am Schiff an und wurde von der Mannschaft begrüßt. Andere Māori warteten in ihren Kanus auf das Signal zum Angriff. Als erster wurde ein Schiffsoffizier getötet, danach kletterten die Māori an Deck und töteten die Mannschaft bis auf fünf Überlebende, die sich über die Takelage oben in den Mast geflüchtet hatten und von wo aus sie beobachten mussten, wie die Leichen zerstückelt wurden. Auch ein Teil der Passagiere wurden an Deck gerufen und ebenfalls getötet. 
Am nächsten Morgen sahen die Überlebenden der Mannschaft ein großes Kanu mit dem Häuptling Te Pahi von der Bay of Islands in den Naturhafen einfahren. Dieser war gekommen, um mit den Māori von Whangaroa Handel zu treiben. Te Pahi nahm die Überlebenden der Boyd auf und setzte sie an der Küste ab. Die Verfolger töteten, beobachtete Te Pahi, bis auf einen alle Flüchtenden.
In dem Massaker wurden nur fünf Europäer verschont: Ann Morley und ihr Baby, die in einer Kabine Schutz suchten, der Schiffsjunge Thomas Davis (oder Davison), der sich im Laderaum versteckte, der zweite Maat und die zwei Jahre alte Betsy Broughton. Letztere wurde von einem ortsansässigen Häuptling aufgenommen, der ihr eine Feder ins Haar steckte und sie drei Wochen lang behielt, bis sie gerettet wurde. Der zweite Maat wurde später getötet und gegessen, weil er für die Herstellung von Angelhaken nicht mehr nützlich war.

## Zerstörung der Boyd
Die Māori von Whangaroa schleppten die Boyd in Richtung ihres Dorfes, bis sie nahe Motu Wai (Red Island) auf Grund lief. Sie plünderten das Schiff; Mehl, gepökeltes Fleisch und Weinflaschen und anderes wurden über Bord geworfen, da man hauptsächlich an der großen Ladung Pulver und Musketen interessiert war.
Etwa 20 Māori zerschlugen Fässer mit Schießpulver und versuchten die erbeuteten Musketen funktionsfähig zu machen. Ihr Häuptling Piopio erzeugte mit einem Feuerstein Funken, die das Pulver plötzlich entzündeten. Eine massive Explosion tötete ihn und neun seiner Stammesangehörigen auf der Stelle. Das durch die Explosion ausgebrochene Feuer bekam weitere Nahrung durch das an Bord befindliche Walöl. So brannte die Boyd in sehr kurzer Zeit aus und wurde von den Māori wegen des Tods ihrer Angehörigen für tabu erklärt.

## Rettungsmission
Als Nachrichten vom Massaker die europäischen Siedlungen erreichten, unternahm Kapitän Alexander Berry auf der City of Edinburgh eine Rettungsmission, bei der er die vier Überlebenden, Ann Morley mit ihrem Baby, Thomas Davis und Betsy Broughton rettete.
Die Mannschaft der City of Edinburgh fand Haufen menschlicher Knochen am Ufer mit vielen Anzeichen von Kannibalismus. Kapitän Berry nahm zwei der für das Massaker verantwortliche Māori-Häuptlinge gefangen. Zuerst nahm er sie als Geisel für den Austausch gegen die Überlebenden. Danach drohte Berry ihnen, sie mit nach Europa zunehmen, wo sie sich für ihre Verbrechen verantworten müssten, wenn sie nicht die Schiffspapiere der Boyd herausgeben würden. Nachdem er die Papiere erhalten hatte, ließ er sie unter der Bedingung frei, dass sie in ihrem Rang degradiert und als Sklaven gehalten werden sollten; was er wohl nicht wirklich geglaubt hatte, dass seine Bedingungen eingehalten würden. Die so geschonten erwiesen sich dankbar, und so vermied Berry wohl weiteres Blutvergießen, das unvermeidlich gewesen wäre, wenn die Häuptlinge exekutiert worden wären.
Die vier Überlebenden fuhren mit Berrys Schiff Richtung Kap der Guten Hoffnung. Das Schiff geriet jedoch in einen Sturm und wurde beschädigt. Nach Reparaturarbeiten kam es in Lima, Peru an, wo Mrs. Morley verstarb. Davis reiste mit der Archduke Charles nach England und arbeitete später für Berry in New South Wales. Er ertrank 1822 bei der Erkundung der Zufahrt zum Shoalhaven River zusammen mit Berry. Betsy Broughton und das Kind von Mrs. Morley wurden von Kapitän Berry nach Rio de Janeiro gebracht, von wo sie im Mai 1812 an Bord der Atalanta nach Sydney zurückkehrten. Betsy Broughton heiratete später Charles Throsby, einen Neffen des Entdeckers Charles Throsby und starb 1891.

## Nachwirkungen
Am 26. März 1810 unternahmen Seeleute von fünf Walfangschiffen eine Racheaktion für das Massaker an der Besatzung der Boyd. Ihr Ziel war das auf einer Insel gelegene Pā Māori-Häuptling Te Pahi, der offensichtlich versucht hatte die Überlebenden von Bord der Boyd zu retten, aber mit Te Puhi, einem der Anführer des Massakers verwechselt wurde. Die Seeleute töteten rund 60 Bewohner des Dorfes und zerstörten ihre Häuser. Te Pahi konnte verletzt entkommen, starb aber Wochen später an seinen Wunden, die er bei Auseinandersetzungen mit seinen Stammesmitgliedern und Mitgliedern von Stämmen aus der Gegend von Whangaroa, erlitten hatte.
Nachrichten von dem Boyd-Massaker erreichten Australien und Europa. Diese verzögerten geplante Besuche von Missionaren bis in das Jahr 1814. Ein Flugblatt verbreitete sich in Europa, das davon abriet, „diese verfluchte Küste Neuseelands“ zu besuchen, da man sonst riskiere, von Kannibalen gefressen zu werden.